# Maadheli
Madali är en obebodd ö i Södra Nilandheatollen i Maldiverna.  Den ligger i administrativa atollen Dhaalu, i den centrala delen av landet, 160 km sydväst om huvudstaden Malé.